# Faizabad Cantonment
Ayodhya Cantonment es  una ciudad y acantonamiento situado en el distrito de Ayodhya en el estado de Uttar Pradesh (India). Su población es de 12391 habitantes (2011).

## Demografía
Según el  censo de 2011 la población de Faizabad Cantonment era de 12391 habitantes, de los cuales 7744 eran hombres y 4647 eran mujeres. Faizabad Cantonment tiene una tasa media de alfabetización del 88,75%, superior a la media estatal del 67,68%: la alfabetización masculina es del 93,84%, y la alfabetización femenina del 79,80%.